# Konjiki yasha
Konjiki yasha (金色夜叉) è un film del 1937 diretto da Hiroshi Shimizu.
Il soggetto è tratto dal popolare romanzo L'usuraio di Ozaki Kōyō del 1903, che, prima di questa, ebbe almeno già sette versioni cinematografiche. Questa è la prima sonora cui seguirono un altro film nel 1948 e uno nel 1954, a colori, per la regia di Koji Shima che forse è l'unico altro adattamento di cui resta memoria. 

## Trama
Miya e Kan'ichi sono fidanzati da tempo ma quando la ragazza riceve una proposta di matrimonio da Tadatsugu Tomiyama, erede di una famiglia di banchieri, la propria famiglia spinge perché accetti rimediando così ai problemi economici che cominciavano ad affacciarsi.
Quando Miya spiega a Kan'ichi che sta valutando la proposta di matrimonio di Tomiyama, il ragazzo è scioccato. Deve ancora finire gli studi e non ha da offrire prospettive così ambiziose, ma non comprende come si possano soppesare così freddamente denaro e amore, facendo per altro prevalere chiaramente il primo.
Sentitosi tradito, Kan'ichi lascia malamente Miya che, con il cuore spezzato, accetta l'offerta e sposa Tomiyama.
Qualche anno più tardi un Kan'ichi profondamente cambiato, è diventato il braccio destro di Wanibuchi, un famoso usuraio. Non guarda in faccia a nessuno, nemmeno agli amici, e respinge le proposte dell'avvenente Mitsue, non perché questa sia legata al suo principale, ma perché nella sua vita ora c'è solo il lavoro, o meglio, la ricerca del profitto e dell'arricchimento a tutti i costi, come tristemente insegnatogli dalla vicenda sentimentale finita male.
Da parte sua Miya è rispettata dal marito che però sa perfettamente che lei non è innamorata di lui ma ha sempre Kan'ichi al centro dei suoi pensieri.
Destino vuole che Tomiyama versi in cattive acque e sia costretto a chiedere un prestito. Si rivolge così a Mitsue che a sua volta chiama Kan'ichi per fargli un grande favore. Così i due contendenti in amore si ritrovano di fronte, con una sorprendente inversione dei ruoli in termini di posizione economica. 
Le finanze di Tomiyama non migliorano, al punto che lo stesso chiede direttamente aiuto a Mitsue. Così conta di salvare il proprio matrimonio dando modo alla stessa donna di provare a proporsi di nuovo a Kan'ichi, che in precedenza l'aveva rifiutata, secondo loro perché mirava ancora a Miya.
Ligio al suo lavoro, alla data della scadenza del prestito, Kan'ichi si presenta da Tomiyama che però, impossibilitato a saldare il debito, si è dileguato. In luogo del marito, Miya è costretta a chiedere comprensione allo stesso uomo che non vuole perdonarla per il suo comportamento passato, del quale si dice profondamente pentita. Kan'ichi, in precedenza sempre inflessibile, fa allora un'eccezione, stracciando il debito di Tomiyama, lasciando così in pace Miya che gli confessa di essere anche incinta.
Lasciando la casa di Miya, con estrema freddezza Kan'ichi le augura di essere una buona madre e poi, incrociando Mitsue, le dice di sentirsi la persona più stupida del Giappone, anzi del mondo.

## Produzione

### Regia
Shimizu, rispetto al romanzo e agli adattamenti precedenti, non calca sugli aspetti melodrammatici, sottolineando in maniera più realistica come ad ogni errore seguano conseguenze con cui fare i conti. E anche se in generale sembra tutto volgere al peggio, la scelta finale di Kan'ichi di abbandonare il suo intento di vendetta lascia trasparire per lo meno un minimo di ravvedimento nel cambiamento radicale di paradigma di cui stava diventando vittima.